# Franciszek Sędziński
Franciszek Sędziński (ur. 1895, zm. 2 września 1956)
Urodził się w 1895 jako syn Aleksandra i Bronisławy z domu Szczepańskiej. Zamieszkiwał przy ulicy Radzymińskiej 60 w Warszawie (po wybuchu II wojny światowej podczas okupacji niemieckiej – Wilnaerstrasse). Zmarł 2 września 1956.

## Odznaczenia i ordery
- Krzyż Oficerski Orderu Odrodzenia Polski (20 lipca 1946, uchwałą Prezydium Krajowej Rady Narodowej za zasługi położone w dziele organizacji administracji kolejowej oraz odbudowy i uruchomienia komunikacji i transportu kolejowego na terenie kraju)[4]
- Srebrny Krzyż Zasługi (19 sierpnia 1946)